# Blauwe Rus
De Blauwe Rus is een kattenras dat het fenotype heeft van een effen grijsblauw gekleurde kortharige kat met een gemiddeld slank lichaamstype. Het stamt uit een oorsprong van ongeregistreerde effen grijsblauwe huiskatten en Siamezen uit Rusland.

## Geschiedenis

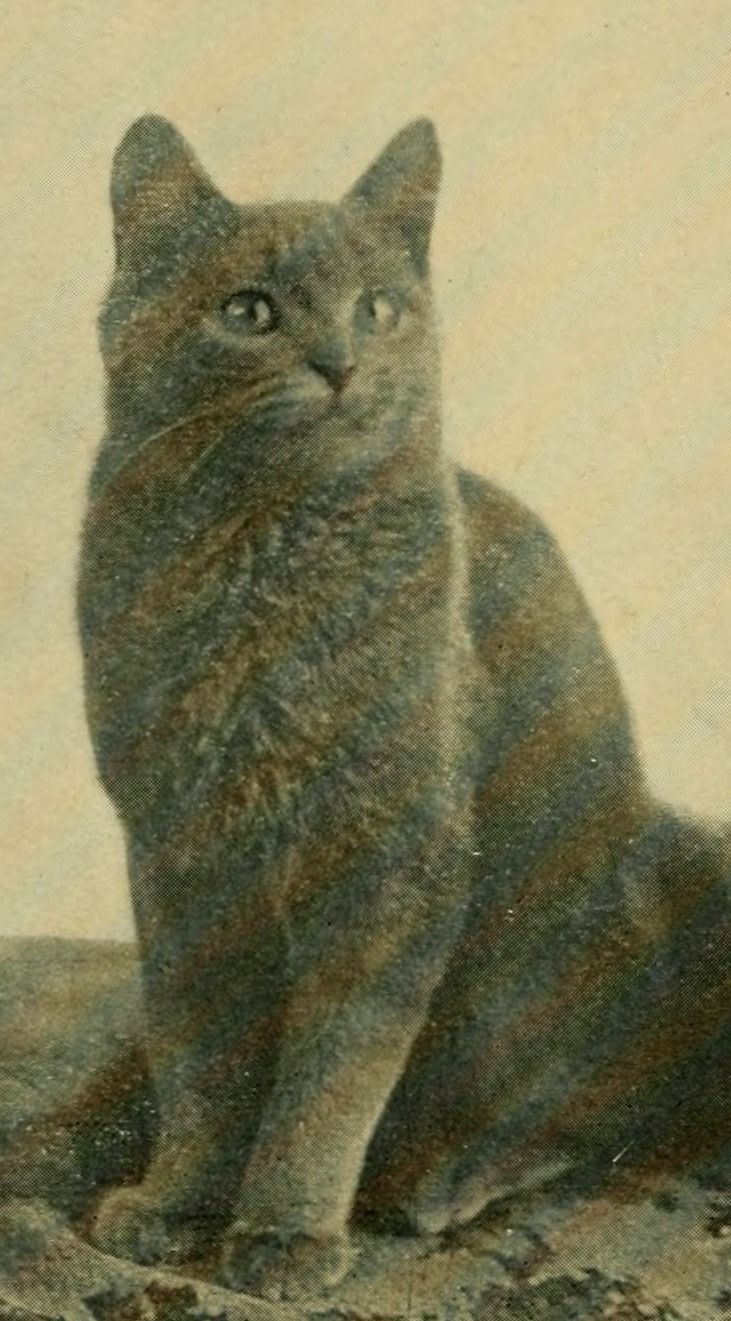
Foto van een Blauwe Rus in het boek The diseases of the cat (1901)

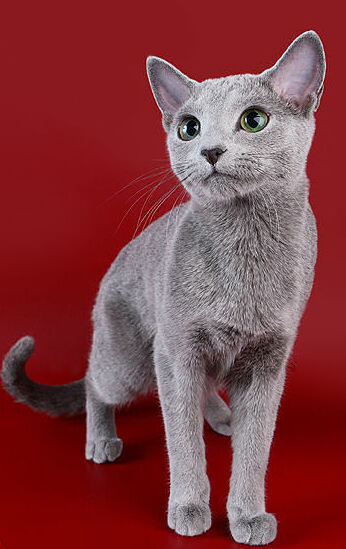
Poes

Kortharige blauwe katten werden vanwege hun attractieve blauwgrijze leisteentint al meegenomen door Engelse kooplieden in de omgeving van Archangelsk die de dieren op hun schepen meenamen als muizenvangers. Zo kwam de variëteit al lange tijd voor in Engeland en elders hoewel van gerichte fok geen sprake was. In Engeland begon men rond de eeuwwisseling naar de 20e eeuw met het rastype te fokken en is het ras uitgegroeid tot een geliefd huisdier en een showkat. Hoewel er in de beginperiode enkele katten uit Rusland in de fokkerij terechtkwamen bestond de oorspronkelijke fokbasis hoofdzakelijk  uit slanke grijskleurige huiskatten. Het gen voor een verdunde vachtkleur gecombineerd met het ontbreken van agouti (cyper-patroonaanleg) geeft in elke kattenpopulatie deze kleurslag. In de begindecennia van de geregistreerde fokkerij werden er ook af en toe Siamezen ingekruist vanwege het overeenkomende elegante lichaamstype omdat er onvoldoende Blauwe Russen waren. Ook na de Tweede Wereldoorlog is dat in zowel Groot-Brittannië en Scandinavië herhaald omdat door de oorlog het ras gedecimeerd was. Uit ongeregistreerde blauwe katten gekruist met Siamezen werd het rastype weer hersteld. De Siamese karaktertrekken zijn er nu vrijwel weer uitgefokt. Na opening van het IJzeren gordijn in de jaren tachtig van de 20e eeuw en fokcontacten tussen fokkers in Noord-Amerika, West-Europa, Australië en Nieuw-Zeeland met Russische collega's nam het percentage authentiek Russische afstamming in het rasbestand weer toe. Ook kwam toen de witte kleurslag en langhaarfactor uit voornamelijk deze contreien in het ras terecht. In Engeland en Amerika werd met behulp van zwarte ongeregistreerde katten ook een zwarte variëteit opgezet.

## Verschijning en karakter

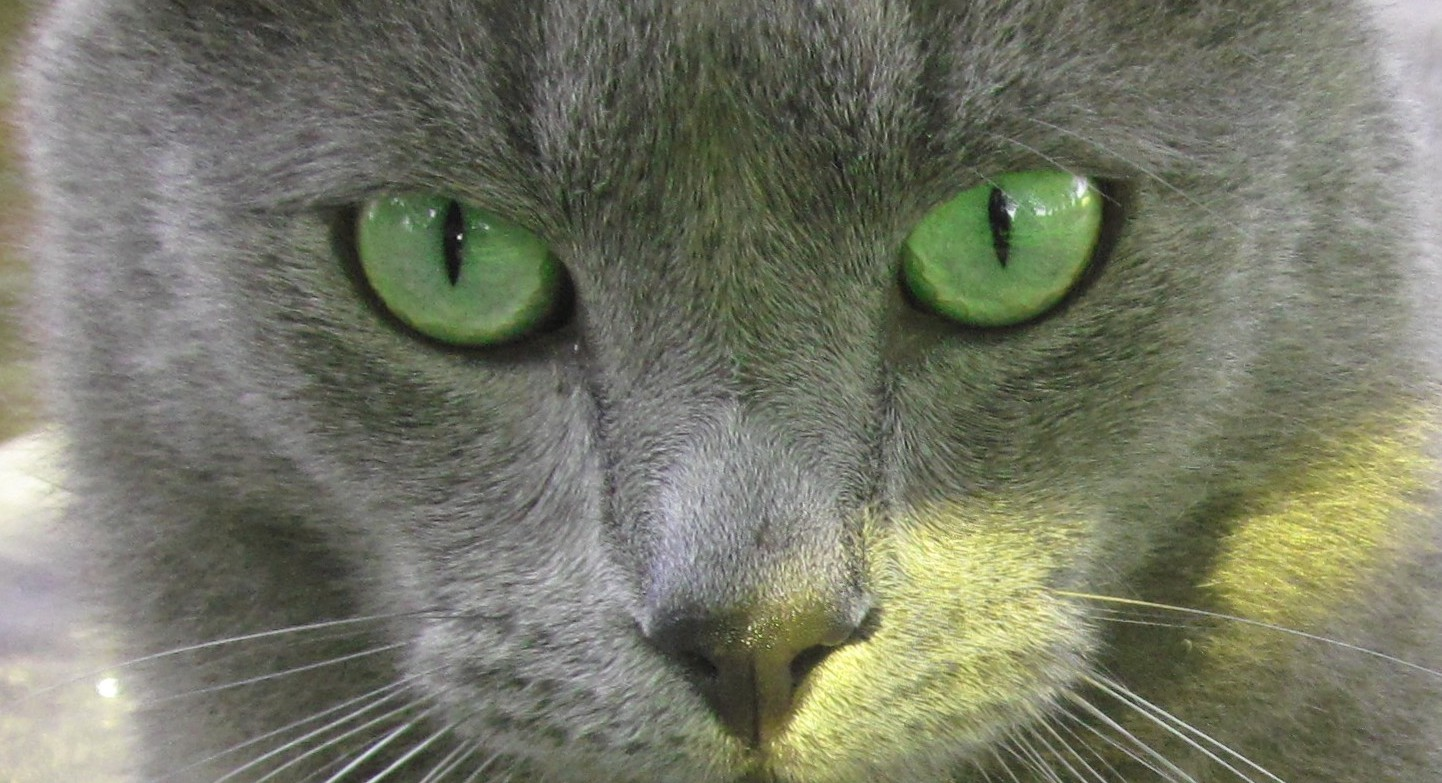
Groene ogen van de Blauwe Rus

De Blauwe Rus valt op door zijn bijzondere, zachte vacht, zijn levendig groene ogen en zijn elegantie. De Blauwe Rus is een ingetogen wat introverte kat die niet van lawaai houdt, hij is daarom ook geschikt om in een appartement te wonen mits voldoende ruimte en uitdaging aan de kat geboden worden. Toch geniet de Blauwe Rus ook zeer van het buitenleven. De Blauwe Rus zal zelden zijn stem verheffen, in tegenstelling tot bijvoorbeeld de siamees. Als een Blauwe Rus mauwt doet hij dat zacht en niet aanhoudend. De kat hecht zich sterk aan zijn mensen en huisgenoten. Sommige Russen zijn licht eenkennig maar veel daarvan wordt beïnvloed door een goede socialisatie en opvoeding bij de fokker. Het is een karaktervolle kat met veel gevoel voor eigenwaarde en wordt daarom nog weleens aangemerkt als een kat voor kenners. De meeste Russen blijven speels tot op hoge leeftijd en zijn vaak intelligent.

## Omschrijving
Het lichaam van een Blauwe Rus heeft een gespierde maar elegante bouw, de poten zijn lang en hebben een middelfijne botstructuur, de voeten zijn klein en ovaal, hun staart mag niet te breed zijn aan de basis en loopt uit in een afgeronde punt, de ogen zijn amandelvormig. Bij de geboorte zijn de ogen nog blauw en het duurt een tijdje eer ze hun levendig groene kleur krijgen. Soms is de kleur pas volledig uitontwikkeld na het tweede levensjaar. Russische blauwe katten zijn gemiddeld van grootte. Ze hebben lichtbehaarde oren die door de dunne beharing doorschijnend kunnen lijken. De zachte ondervacht is gevoelig en daarom moet bij het verzorgen van de kat met een zachte borstel worden gekamd om de ondervacht niet te beschadigen. Doordat de uiteinden van de haren pigmentloos zijn en licht reflecteren krijgt de kat zijn karakteristieke zilverglans. De dichte, dubbele en verende vacht kleurt van donker tot zilverblauw. Op tentoonstellingen wordt de voorkeur gegeven aan een egale middelblauwe kleur. Bij kittens kan nog enige tabby-tekening (strepen) waarneembaar zijn. Bij volwassen katten hoort dit verdwenen te zijn.

## Andere variëteiten
De Witte en Zwarte Rus behoren gelijk te zijn aan het uiterlijk en karakter van de Blauwe rus met uitzondering van de vachtkleur en de kleur van de voetzolen en het neusleertje. Bij de Blauwe Rus behoren deze leigrijs te zijn, bij de Witte Rus roze en bij de Zwarte Rus zwart. Deze laatste twee kleuren worden niet bij elke kattenvereniging erkend en zijn over het algemeen in Europa zeldzamer dan de Blauwe Rus. Ook zijn er Blauwe Russen met een langharige vacht. Stammen deze uit Russische foklijnen dan is sprake van een variëteit van het moederras, terwijl ook met behulp van ongeregistreerde langharige blauwe katten in Amerika een langhaarversie is ontwikkeld die door fokkers de Nebelung wordt genoemd.